# صفقة المدمرات مقابل القواعد

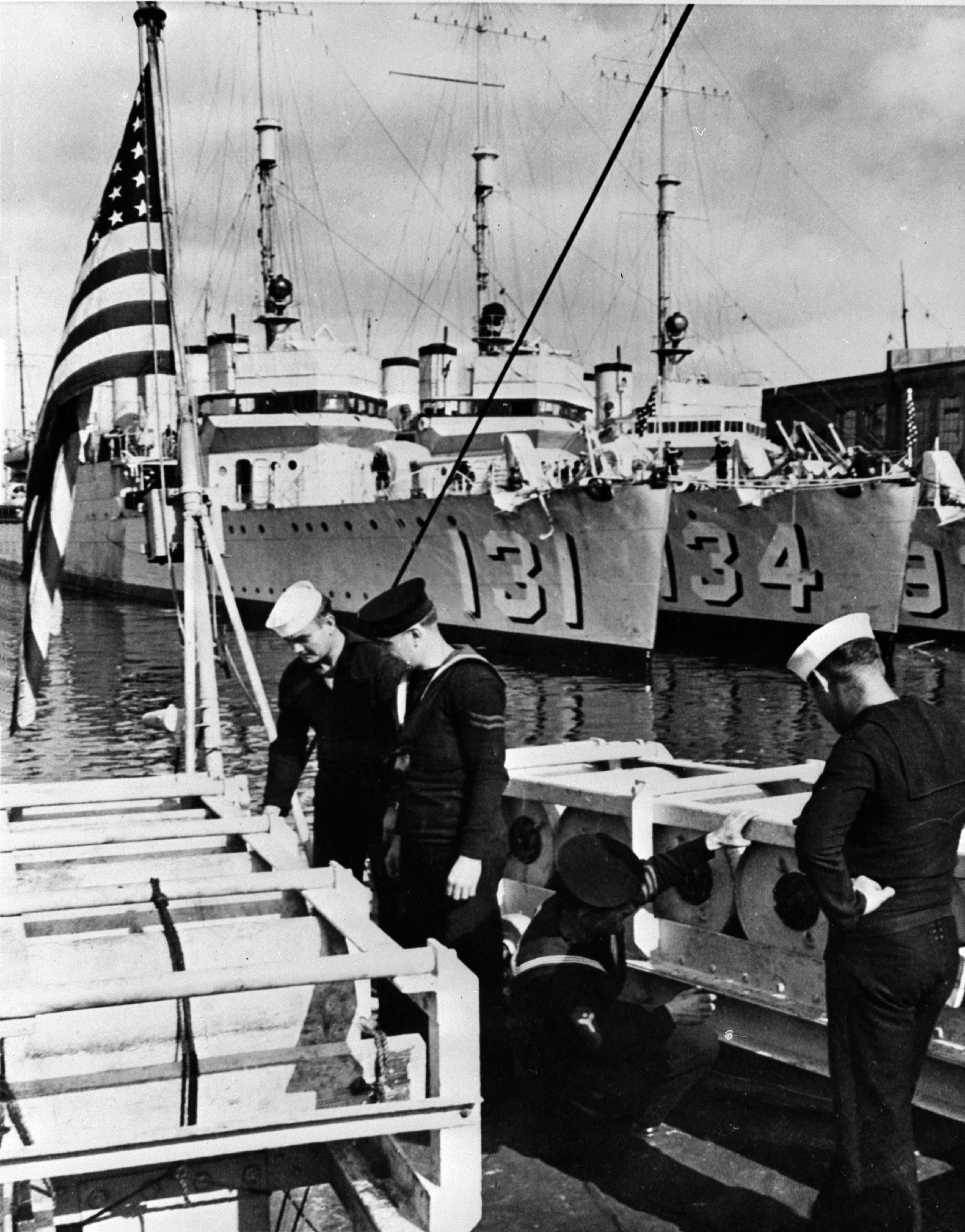

كانت صفقة المدمرات مقابل القواعد اتفاقية بين الولايات المتحدة والمملكة المتحدة في 2 سبتمبر 1940، والتي بموجبها م نقل مدمرات البحرية الأمريكية 50 Caldwell ، Wickes إلى البحرية الملكية من البحرية الأمريكية في مقابل حقوق ملكية الأراضي البريطانية.
يُشار إلى المدمرات عمومًا باسم «نوع اثني عشر مائة طن» (المعروف أيضًا باسم «سطح دافق» أو «أربعة أنابيب» بعد مسارات القمع الأربعة). استخدم روزفلت اتفاقية تنفيذية لا تتطلب موافقة الكونجرس، لكنه تعرض لهجوم شديد من العناصر السياسية المناهضة للحرب. الاتفاق انتهك قوانين الحياد.

## خلفية
بحلول أواخر يونيو 1940، هزمت ألمانيا فرنسا. وقف البريطانيون وكومنولثهم وإمبراطوريتهم وحدهم في حرب ضد هتلر وموسوليني.
وخلصت لجنة رؤساء الأركان البريطانية في مايو إلى أنه إذا انهارت فرنسا، «لا نعتقد أنه يمكننا مواصلة الحرب بأي فرصة للنجاح» بدون «دعم اقتصادي ومالي كامل» من الولايات المتحدة الأمريكية.  على الرغم من أن حكومة الولايات المتحدة كانت متعاطفة مع محنة بريطانيا، فإن الرأي العام الأمريكي في ذلك الوقت أيد بشكل كبير الانعزالية لتجنب تورط الولايات المتحدة في «حرب أوروبية أخرى». يعكس هذا الشعور، أقر الكونغرس قوانين الحياد قبل ثلاث سنوات، والتي حظرت شحن أو بيع الأسلحة من الولايات المتحدة إلى أي دولة مقاتلة. كان الرئيس فرانكلين دي روزفلت مقيدًا أكثر بسبب الانتخابات الرئاسية القادمة لعام 1940، حيث سعى منتقدوه لتصويره على أنه مؤيد للحرب. وذكرت المشورة القانونية من وزارة العدل الأمريكية أن الصفقة قانونية.
بحلول أواخر شهر مايو، بعد إخلاء القوات البريطانية من دونكيرك، فرنسا، في عملية دينامو، كانت البحرية الملكية بحاجة عاجلة للسفن، خاصة أنها كانت تقاتل الآن في معركة الأطلسي التي هددت فيها غواصات يو الألمانية إمدادات بريطانيا من الغذاء والموارد الأخرى الأساسية للجهد الحربي.